# Затлер, Йозеф

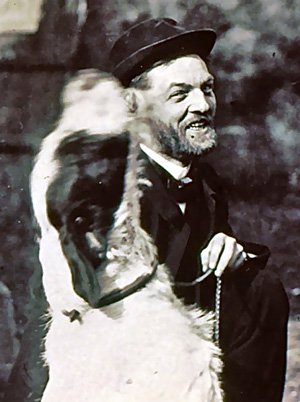
Йозеф Каспар Затлер

Йозеф Каспар Затлер (нем. Joseph Kaspar Sattler, * 20 июля 1867г. Шробенхаузен; † 12 мая 1931г. Мюнхен) - немецкий художник, иллюстратор литературы и мастер экслибриса. Работал в стиле модерн.  

## Биография
Изучал живопись и рисунок сперва под руководством отца в баварском Ландсхуте, а позднее в мюнхенской Академии художеств. После окончания учёбы в Академии остаётся в Мюнхене как свободный художник. Известность Й.Затлеру принесли его иллюстрации в первую очередь для журнала «Пан» и экслибрисы, выполненные в стиле модерн (нем. Jugendstil). Выполнял многочисленные заказы Имперского печатного дома (Reichsdruckerei), автор плакатов, занимался иллюстрированием художественной литературы; работал в Страсбурге, в местной Школе декоративного искусства (école des Arts Décoratifs de Strasbourg), и в Берлине. Будучи в Страсбурге, вошёл в группу эльзасских художников «Санкт-Леонард», созданную после вхождения Эльзаса в состав Германской империи в 1871 году. Создатель художественного шрифта «нибелунг» ('Nibelungenschrift'), использованный художником в его монументальной работе «Нибелунги», выставленную от Германии на Всемирной выставке 1900 года в Париже. всего было напечатано 200 экземпляров этого художественного издания. В 1917 году Й.Затлер становится профессором искусств Страсбургского университета. Был одним из основоположников стиля модерн в Германии. 

Среди главных его работ следует назвать  Современный танец Смерти в 16 листах (Ein moderner Totentanz in 16 Bildern). Verlag J.A. Stargardt, Berlin, 2., vermehrte Aufl. 1912, вышло всего 100 нумерированных экземпляров, а также История рейнской городской культуры от её возникновения и до наших дней с отдельным обзором города вормс (Geschichte der rheinischen Städtekultur von den Anfängen bis zur Gegenwart mit besonderer Berücksichtigung von Worms), издание Г.Бооза, с иллюстрациями Й.Затлера, издательство J.A. Stargardt, Berlin 1897 (в 4-х томах).

## Галерея

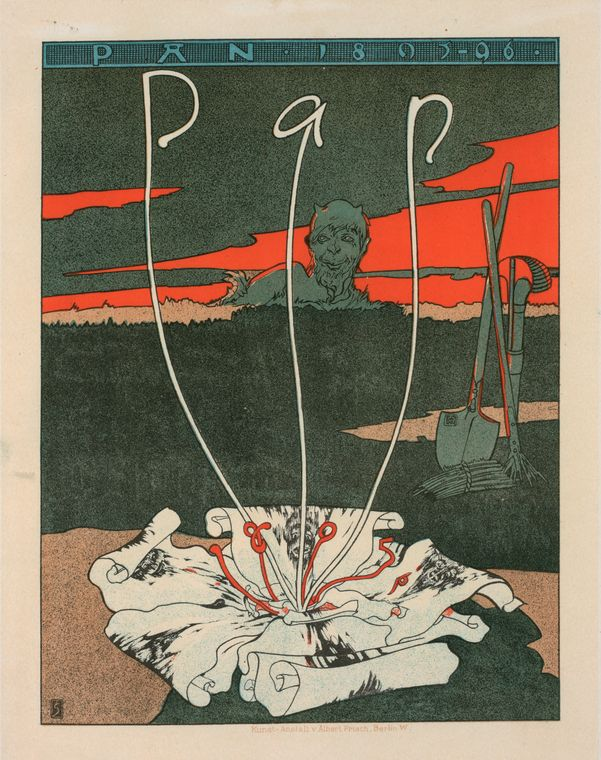
Плакат для журнала «Пан»
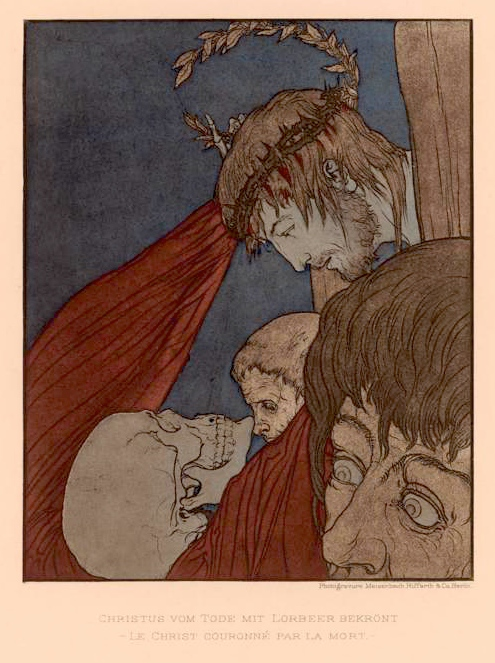
«Современный танец смерти» (1912)
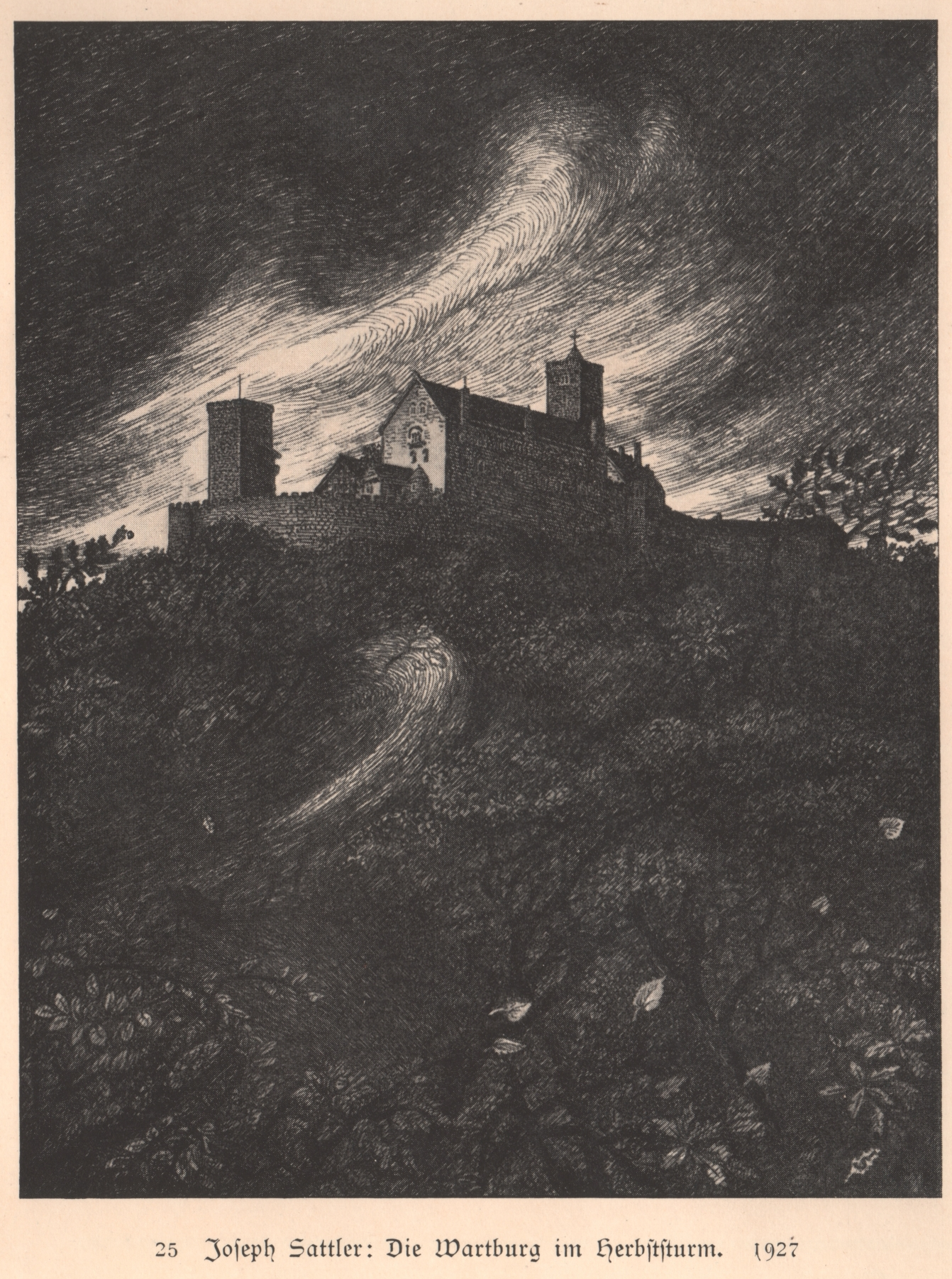
«Вартбург в осеннюю бурю» (1927)
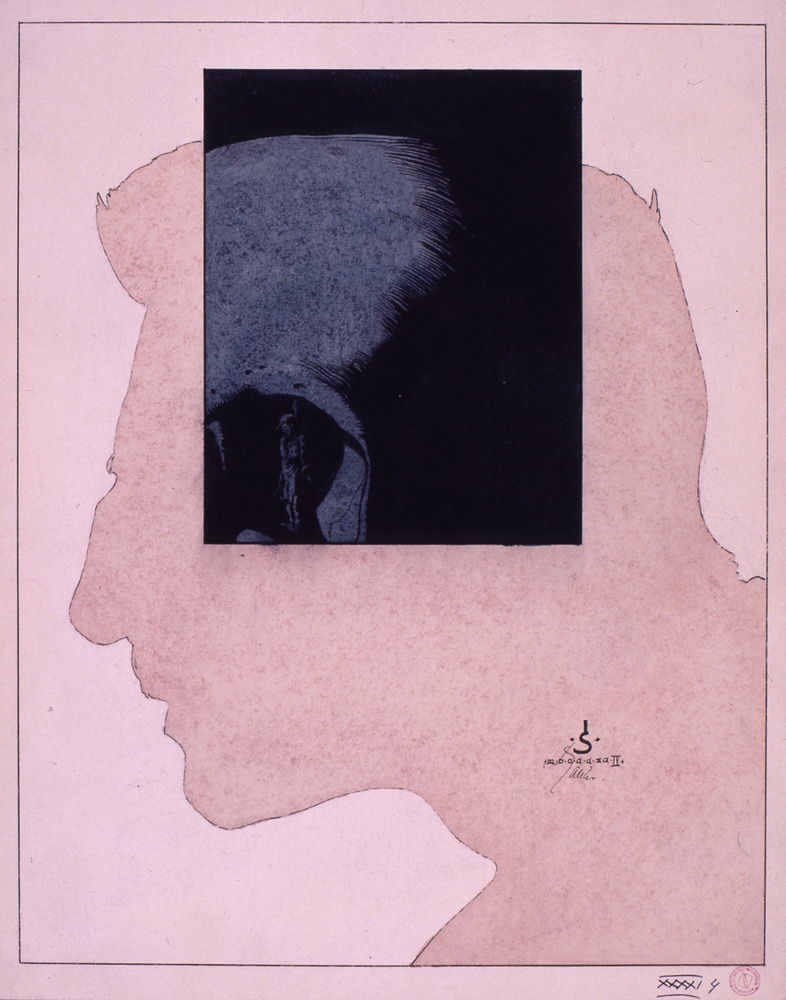
Автопортрет (Пессимист), ок. 1894
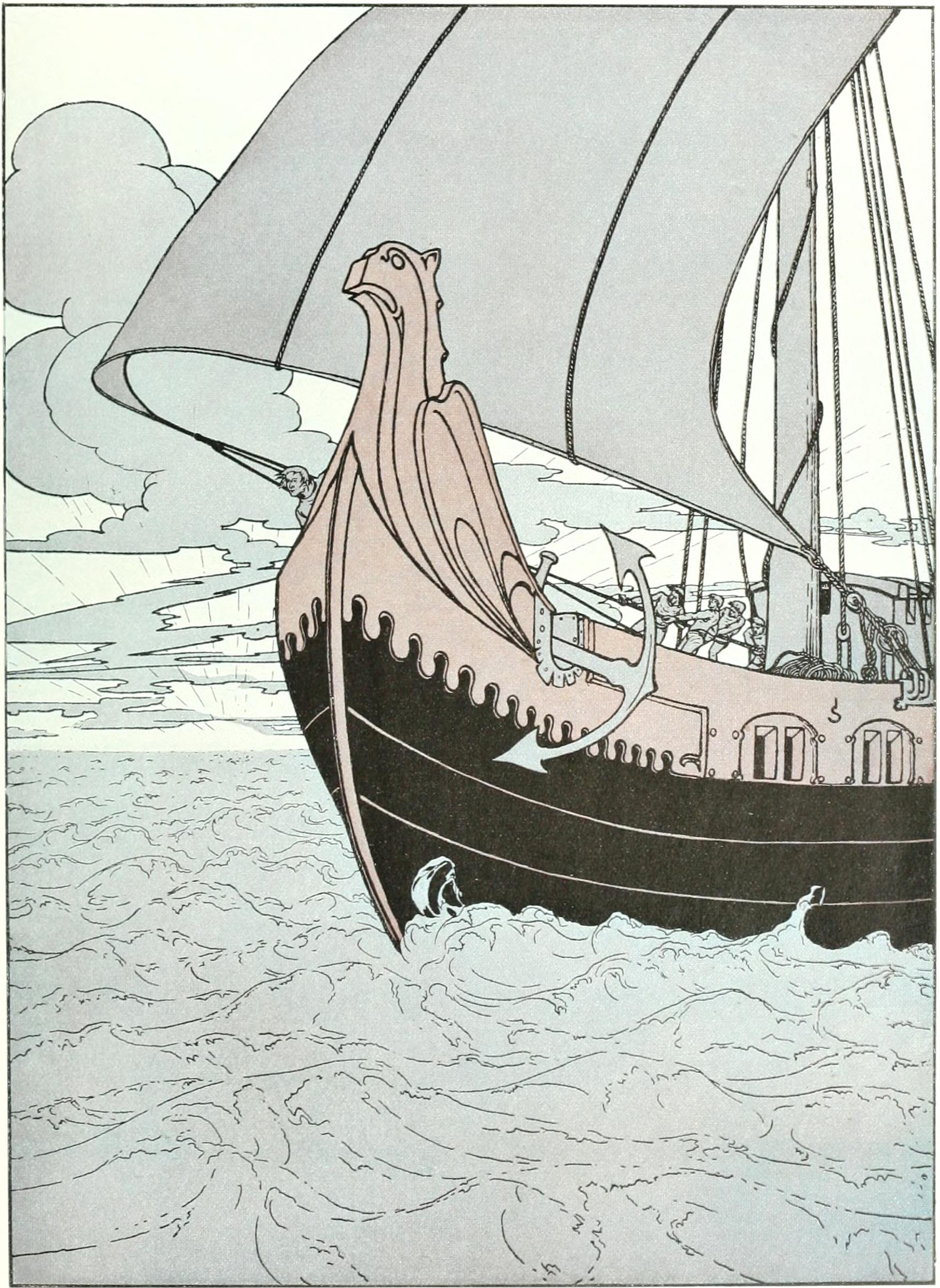
«Корабль Нибелунгов»
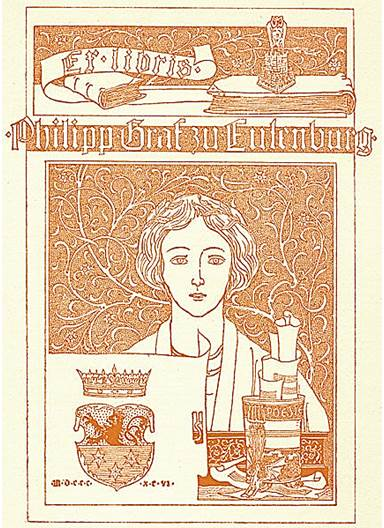
Экслибрис князя Филиппа цу Ойленбург

>

## Дополнения
- Выставка работ Й.Затлера в Шробенхаузене